# Municipio de North Detroit
El municipio de North Detroit (en inglés: North Detroit Township) es un municipio ubicado en el condado de Brown en el estado estadounidense de Dakota del Sur. En el año 2010 tenía una población de 44 habitantes y una densidad poblacional de 0,47 personas por km².

## Geografía
El municipio de North Detroit se encuentra ubicado en las coordenadas 45°48′52″N 98°2′52″O / 45.81444, -98.04778. Según la Oficina del Censo de los Estados Unidos, el municipio tiene una superficie total de 93.59 km², de la cual 92,27 km² corresponden a tierra firme y (1,41 %) 1,32 km² es agua.

## Demografía
Según el censo de 2010, había 44 personas residiendo en el municipio de North Detroit. La densidad de población era de 0,47 hab./km². De los 44 habitantes, el municipio de North Detroit estaba compuesto por el 97,73 % blancos, el 2,27 % eran asiáticos. Del total de la población el 0 % eran hispanos o latinos de cualquier raza.